# Pikrnica - Selčnica
Pikrnica - Selčnica este o arie protejată (arie specială de conservare — SAC, sit de importanță comunitară — SCI) din Slovenia întinsă pe o suprafață de 36,36 ha, integral pe uscat.

## Localizare
Centrul sitului Pikrnica - Selčnica este situat la coordonatele 46°31′03″N 15°01′04″E / 46.5174°N 15.0177°E.

## Înființare
Situl Pikrnica - Selčnica a fost declarat sit de importanță comunitară în aprilie 2004 pentru a proteja 2 specii de animale. Situl a fost protejat și ca arie specială de conservare în februarie 2012.

## Biodiversitate
Situată în ecoregiunea alpină, aria protejată conține 1 habitat natural: Păduri pe pante, grohotișuri și ravene de Tilio-Acerion.
La baza desemnării sitului se află mai multe specii protejate de  nevertebrate (2): Austropotamobius torrentium, fluturele-tigru (Callimorpha quadripunctaria).